# Sergio Padt
Sergio Vincenzo Roberto Padt (Amsterdam, 6 juni 1990) is een Nederlands voetballer die als doelman in het betaald voetbal speelt. Hij verruilde FC Groningen in 2021 voor PFK Loedogorets.

## Clubcarrière

### Ajax
Padt begon met voetballen toen hij negen jaar oud was, bij RKSV Pancratius. In 2003 ging hij bij SV Hoofddorp spelen, hier verbleef hij vier jaar. In 2007 ging Padt naar AFC Ajax.
Bij Ajax doorliep Padt zijn jeugd. Al vrij snel kreeg hij zijn eerste profcontract aangeboden. Vanaf 2009 zat Padt bij het eerste elftal van Ajax, maar debuteerde nooit in de hoofdmacht.
Ajax en Padt waren het eens geworden over een nieuw contract dat Padt aan Ajax bond tot 30 juni 2012.

### Verhuur aan HFC Haarlem
In januari 2010 stemde hij in met een verhuur aan HFC Haarlem, waarmee Ajax een samenwerkingsverband had. Op 22 januari 2010 maakte hij zijn debuut, als basisspeler uit tegen SBV Excelsior (3-0 nederlaag). Dit bleek door het faillissement van de club enkele dagen later op 25 januari zijn enige wedstrijd voor HFC Haarlem. Hij sloot hierop weer aan bij Ajax.

### Verhuur aan Go Ahead Eagles
Op 31 mei 2010 werd bekend dat Go Ahead Eagles in het seizoen 2010/11 Padt zou huren. Hij maakte zijn debuut op 16 augustus 2010 tegen Sparta Rotterdam, de eerste wedstrijd van het seizoen 2010/11. Bij de club uit Deventer was Padt eerste keeper.

### AA Gent
Op 30 juni bereikte Padt een mondelinge overeenkomst met AA Gent. Op 6 juli geraakten Ajax en AA Gent uit over de transfer van Padt. Hij tekende er een contract tot 2013. Hij werd er binnengehaald om een mogelijk vertrek van eerste doelman Bojan Jorgačević op te vangen. Op 27 november 2011 maakte hij zijn debuut voor Gent, in een met 2-0 gewonnen wedstrijd tegen RC Genk. Dit kreeg navolging tijdens een 3–1 nederlaag tegen RSC Anderlecht. Padt kreeg zijn kans omdat Frank Boeckx een week eerder had geblunderd in een bekermatch tegen Lokeren. Ook op de volgende speeldag thuis tegen STVV speelde hij 90 minuten. Gent won de wedstrijd met 6–0.

### FC Groningen
Padt werd in juli 2014 eerste doelman van FC Groningen, waar hij Marco Bizot opvolgde. Hij won in het seizoen 2014/15 de KNVB beker met de club. De dan net aangetreden coach Ernest Faber benoemde Padt in augustus 2016 tot aanvoerder van FC Groningen. In 2016 werd Sergio ambassadeur van de G-voetbalvereniging Kids United. Hij trad daarmee in de voetsporen van Michael de Leeuw en Maikel Kieftenbeld.

#### Treinincident
Op zondagavond 23 september 2018 werd Padt aangehouden in de trein nadat hij twee treinmedewerkers had belaagd. Hij zou geen geldig vervoerbewijs bij zich hebben gehad en toen hij hiermee werd geconfronteerd middels een boete ging Padt door het lint. Hij heeft een nacht in de cel doorgebracht en werd op de middag van maandag 24 september weer vrijgelaten. Daags na het incident leverde Padt op eigen initiatief zijn aanvoerdersband in en nam Mike te Wierik zijn rol als aanvoerder over. Het incident had geen gevolg voor zijn basisplaats bij FC Groningen, maar hij werd niet opgenomen in de voorselectie van het Nederlands elftal.

### PFK Loedogorets
Padt speelt vanaf het seizoen 2021/22 bij PFK Loedogorets. Aanvankelijk wilde Ludogorets Padt al in januari 2021 aantrekken maar wist hierover geen overeenstemming te bereiken met Groningen. Daarom trok Loedogorets de Kroaat Kristijan Kahlina aan die eerste doelman werd. Nadat Kahlina eind 2021 naar de  Major League Soccer vertrok, werd Padt de eerste doelman en won met zijn club dat seizoen de Bulgaarse landstitel. In januari 2023 verlengde hij zijn contract tot de zomer van 2026. in de playoff-wedstrijd om een plaats in de Europaleague tegen Ajax liet Padt een kopbal van Bryan Brobbey door zijn benen gaan. In de return in Amsterdam stond hij daarom niet in de basis.

## Clubstatistieken
| Seizoen         | Club            | Competitie      | Competitie | Competitie | Beker | Beker | Internationaal | Internationaal | Overige¹ | Overige¹ | Totaal | Totaal |
| Seizoen         | Club            | Competitie      | Wed.       | Dlp.       | Wed.  | Dlp.  | Wed.           | Dlp.           | Wed.     | Dlp.     | Wed.   | Dlp.   |
| --------------- | --------------- | --------------- | ---------- | ---------- | ----- | ----- | -------------- | -------------- | -------- | -------- | ------ | ------ |
| 2009/10         | → HFC Haarlem   | Eerste divisie  | 1          | 0          | 0     | 0     | 0              | 0              | 0        | 0        | 1      | 0      |
| 2010/11         | → Go Ahead      | Eerste divisie  | 34         | 0          | 2     | 0     | 0              | 0              | 2        | 0        | 38     | 0      |
| 2011/12         | AA Gent         | Eerste klasse   | 21         | 0          | 0     | 0     | 0              | 0              | 0        | 0        | 21     | 0      |
| 2012/13         | AA Gent         | Eerste klasse   | 23         | 0          | 2     | 0     | 3              | 0              | 0        | 0        | 28     | 0      |
| 2013/14         | AA Gent         | Eerste klasse   | 11         | 0          | 3     | 0     | 0              | 0              | 0        | 0        | 14     | 0      |
| 2014/15         | FC Groningen    | Eredivisie      | 32         | 0          | 6     | 0     | 2              | 0              | 0        | 0        | 40     | 0      |
| 2015/16         | FC Groningen    | Eredivisie      | 34         | 0          | 2     | 0     | 6              | 0              | 3        | 0        | 45     | 0      |
| 2016/17         | FC Groningen    | Eredivisie      | 34         | 0          | 2     | 0     | 0              | 0              | 2        | 0        | 38     | 0      |
| 2017/18         | FC Groningen    | Eredivisie      | 34         | 0          | 2     | 0     | 0              | 0              | 0        | 0        | 36     | 0      |
| 2018/19         | FC Groningen    | Eredivisie      | 34         | 0          | 1     | 0     | 0              | 0              | 2        | 0        | 37     | 0      |
| 2019/20         | FC Groningen    | Eredivisie      | 26         | 0          | 1     | 0     | 0              | 0              | 0        | 0        | 27     | 0      |
| 2020/21         | FC Groningen    | Eredivisie      | 34         | 0          | 1     | 0     | 0              | 0              | 1        | 0        | 36     | 0      |
| Carrière totaal | Carrière totaal | Carrière totaal | 318        | 0          | 22    | 0     | 11             | 0              | 10       | 0        | 361    | 0      |

¹ Play-offs, Johan Cruijff Schaal 2015

Bijgewerkt tot en met 8 juli 2021.

## Interlandcarrière
Padt speelde voor het Nederlands voetbalelftal onder 17 en nam deel aan het Europees kampioenschap voetbal mannen onder 17 - 2007. Voor het Nederlands voetbalelftal onder 21 debuteerde hij op 18 mei 2010 tegen Portugal.
Op donderdag 18 mei 2017 werd Padt, net als verdediger Nathan Aké, door de nieuwbakken bondscoach Dick Advocaat opgeroepen voor de voorlopige selectie van het Nederlands elftal. Beiden werden voor de eerste keer geïnviteerd. Het ging om de selectie voor de oefenwedstrijden tegen Marokko (31 mei) en Ivoorkust (4 juni) en de WK-kwalificatiewedstrijd tegen Luxemburg (9 juni). Padt kwam tijdens deze wedstrijd echter niet aan spelen toe en wacht nog op zijn eerste interland. 

## Erelijst
FC Groningen
| Nationaal          |    |         |
| Winnaar KNVB beker | 1x | 2014/15 |

 PFK Loedogorets
| Nationaal                           |    |                  |
| Winnaar Bulgaars landskampioenschap | 2x | 2021/22, 2022/23 |
| Winnaar Bulgaarse supercup          | 1x | 2022             |

1 Borjan ·
4 Cicinho ·
5 Palomino ·
6 Natanael ·
8 Sasha ·
10 Campanharo ·
11 Quixadá ·
12 Andrianantenaina ·
18 Djakov  ·
21 Stojanov ·
22 Cafú ·
25 Minev ·
27 Moți ·
28 Keșerü ·
29 Naumov ·
55 Terziev ·
77 Vitinha ·
84 Marcelinho ·
88 Wanderson ·
92 Lukoki ·
93 Misidjan ·
Coach: Dermendzjiev